# Orobates
Orobates is een geslacht van uitgestorven reptiliomorfen uit de orde Diadectomorpha, die leefden tijdens het Vroeg-Perm. De overblijfselen werden gevonden in Duitsland. Een combinatie van primitieve en afgeleide eigenschappen (d.w.z. autapomorfieën en plesiomorfieën) onderscheidt het van alle andere bekende leden van Diadectidae, een familie van herbivore reptiliomorfen. Hij woog ongeveer vier kilogram en maakte deel uit van een hooglandfauna, die op vezelrijke planten graasde.

## Beschrijving
Dit zestig centimeter lange dier was een herbivoor met een smalle snuit, die aan de voorkant licht gebogen was. De oogholten waren zijdelings geplaatst en de neusgaten stonden ver aan de voorkant. De korte poten waren bezet met vijf sterke klauwen.

### Voortbeweging
De fossiele soort Ichniotherium sphaerodactylum, afkomstig uit Bromacker in Duitsland, wordt toegeschreven aan Orobates. Een studie in 2015 wees uit dat het geslacht werd gekenmerkt door een lang lichaam en staart, met vrij korte benen en een korte schedel in vergelijking met de meer afgeleide Diadectes. Dit geeft aan dat Orobates minder gespecialiseerd was in lange trektochten dan Diadectes. Een driedimensionale digitale reconstructie van het holotype-exemplaar maakte verdere analyse van het postcranium mogelijk. Een analyse van de mobiliteit van het heupgewricht van het gereconstrueerde holotype gaf aan dat de functie van de ledematen vergelijkbaar was met die van moderne salamanders.
Uit een gedetailleerd multidisciplinair onderzoek dat in 2019 werd gepubliceerd, bleek dat Orobates meer als moderne kaaimannen dan als salamanders bewoog. De studie begon met de digitalisering van zijn holotype-exemplaar met behulp van CT-scanning om het bewegingsbereik van zijn gewrichten te achterhalen. Een digitaal model van zijn fossiele sporen hielp de mogelijkheden te verkleinen. De onderzoekers bestudeerden ook de voortbeweging van vier bestaande verspreide tetrapoden met behulp van röntgenbewegingsanalyse. De huidige tetrapoden die voor het onderzoek werden gekozen, waren axolotls, skinks met blauwe tong, groene leguanen en brilkaaimannen.
De biomechanische gegevens van de voortbeweging van de bestaande tetrapoden en de digitale modellen van Orobates' holotype en gefossiliseerde sporen werden vervolgens gebruikt om een dynamische simulatie te creëren. Het stelde de onderzoekers in staat rekening te houden met fysieke factoren zoals zwaartekracht, wrijving en balans. De simulatie werd vervolgens gevalideerd onder reële omstandigheden met een levensgrote robot genaamd OroBOT. De onderzoekers testten 512 verschillende manieren van lopen en ontdekten dat Orobates het meest als een kaaiman bewoog. Het had een relatief rechte houding en liep met een lichte beweging van links naar rechts. Een vervolgonderzoek richtte zich op de spierspanningen die optreden in de spieren van het achterbeen in gemodelleerde passen in verschillende houdingen. Hoewel de resultaten geen voorkeur lieten zien voor één bepaalde houding tijdens het voortbewegen, waren de algemene resultaten niet in tegenspraak met de eerdere studie op basis van OroBOT.

## Vondsten
Een bijna volledig skelet van dit dier werd gevonden in Bromacker, in de buurt van Tambach-Dietharz in het Thüringer Wald.